# Solidaridad (Polonia)

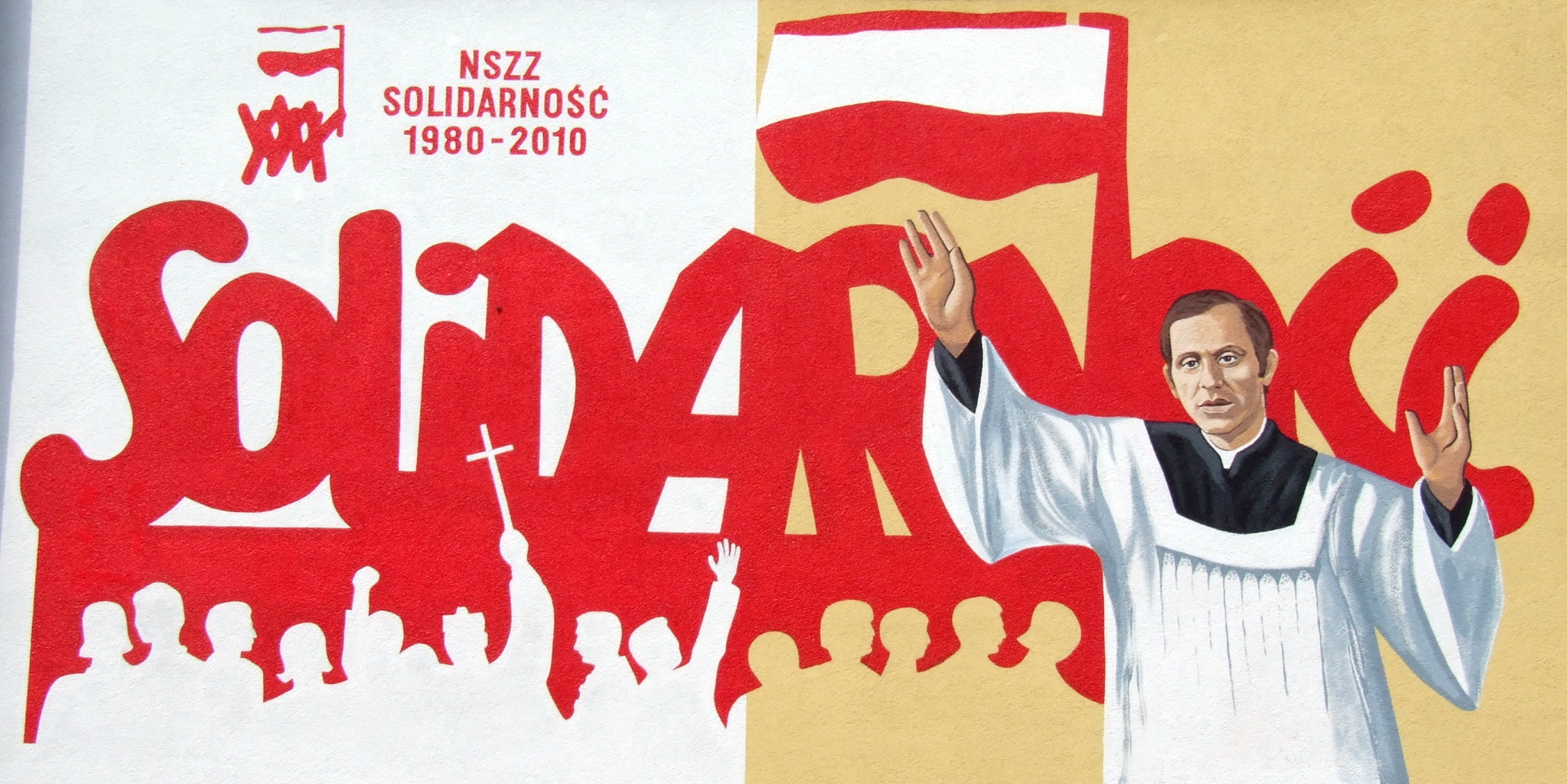
Mural conmemorando los 30 años de Solidarność en Ostrowiec Świętokrzyski (en primer plano, el sacerdote Jerzy Popiełuszko).

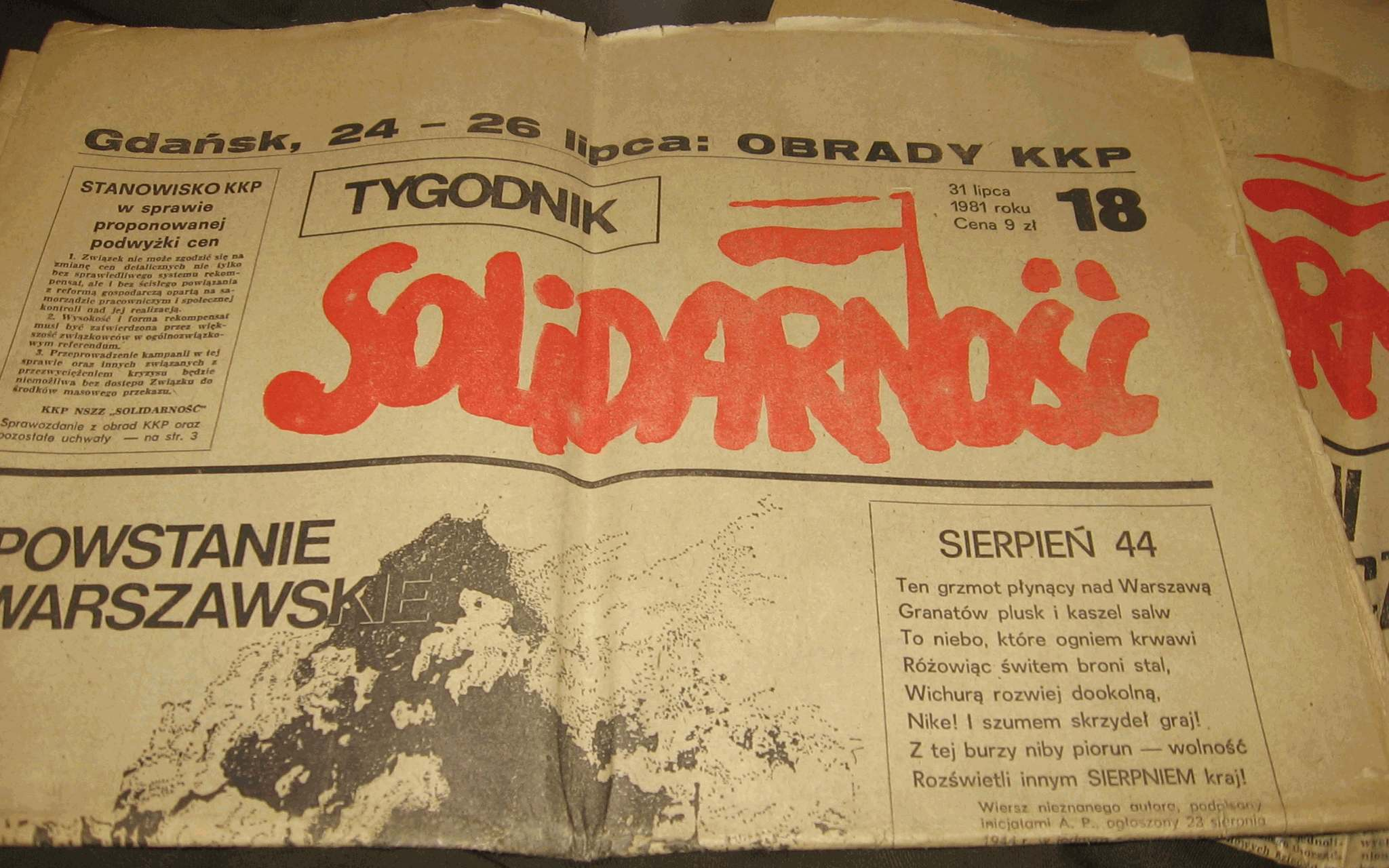
Tygodnik Solidarność (Solidaridad Semanal): Primer periódico legal semanal "Solidarność" antes de la ley marcial en Polonia

"Biuletyn Dolnośląski" (Boletín de Baja Silesia): Samizdat polaco, publicación ilegal de "Solidarność" en Baja Silesia (Polonia)

El Sindicato Independiente y Autogestionario 'Solidaridad' (Niezależny Samorządny Związek Zawodowy 'Solidarność', abreviado en polaco: Solidarnośćⓘ) es una federación sindical polaca, fundada en septiembre de 1980 y dirigida por Lech Wałęsa. De raíces cristianas, nació de las luchas obreras y campesinas por la libertad sindical, entendiendo esta como el poder constituir organizaciones independientes al Partido Obrero Unificado Polaco, que gobernaba el país, y en contra del gobierno comunista.
Esta organización, que acabó convirtiéndose en partido político y su líder, Lech Wałęsa, llegó a la presidencia del gobierno polaco. Fue apoyada por los gobiernos conservadores de Estados Unidos (con Ronald Reagan) y del Reino Unido (con Margaret Thatcher). La Iglesia católica participó activamente en la organización del sindicato en la línea política y social que el mismo defendía. El polaco Karol Wojtyła, que más tarde se convertiría en el papa Juan Pablo II, tuvo un papel relevante en esos hechos.
Tras la transición de Polonia al capitalismo liberal en la década de 1990 y la amplia privatización de los activos estatales, la membresía de Solidaridad disminuyó significativamente. Para 2010, 30 años después de su fundación, el sindicato había perdido más del 90% de su membresía original.

## Origen
La historia de Solidarność, como sindicato no gubernamental polaco, comienza en agosto de 1980 en los astilleros de Gdańsk, donde Lech Wałęsa junto a otros obreros fundaron el sindicato clandestino Solidaridad cuya principal demanda era la constitución de sindicatos autónomos del partido y del gobierno (como existían desde mucho atrás en Yugoslavia e intentaron hacer en 1968 en Checoslovaquia, durante la Primavera de Praga). A principios de los años 1980, Solidaridad se convirtió en el primer sindicato independiente en un país del bloque soviético y dio lugar a un movimiento social anticomunista y no violento, que en su mayor auge unió a aproximadamente a 10 millones de miembros y contribuyó enormemente a la caída del comunismo en Europa del este.
El sindicato Solidarność se caracterizó por la gran militancia obrera católica y por su tenaz lucha contra el gobierno comunista. La Iglesia católica, encabezada por el papa Juan Pablo II, comprendió a su vez las posibilidades que se abrían para acabar con el gobierno.

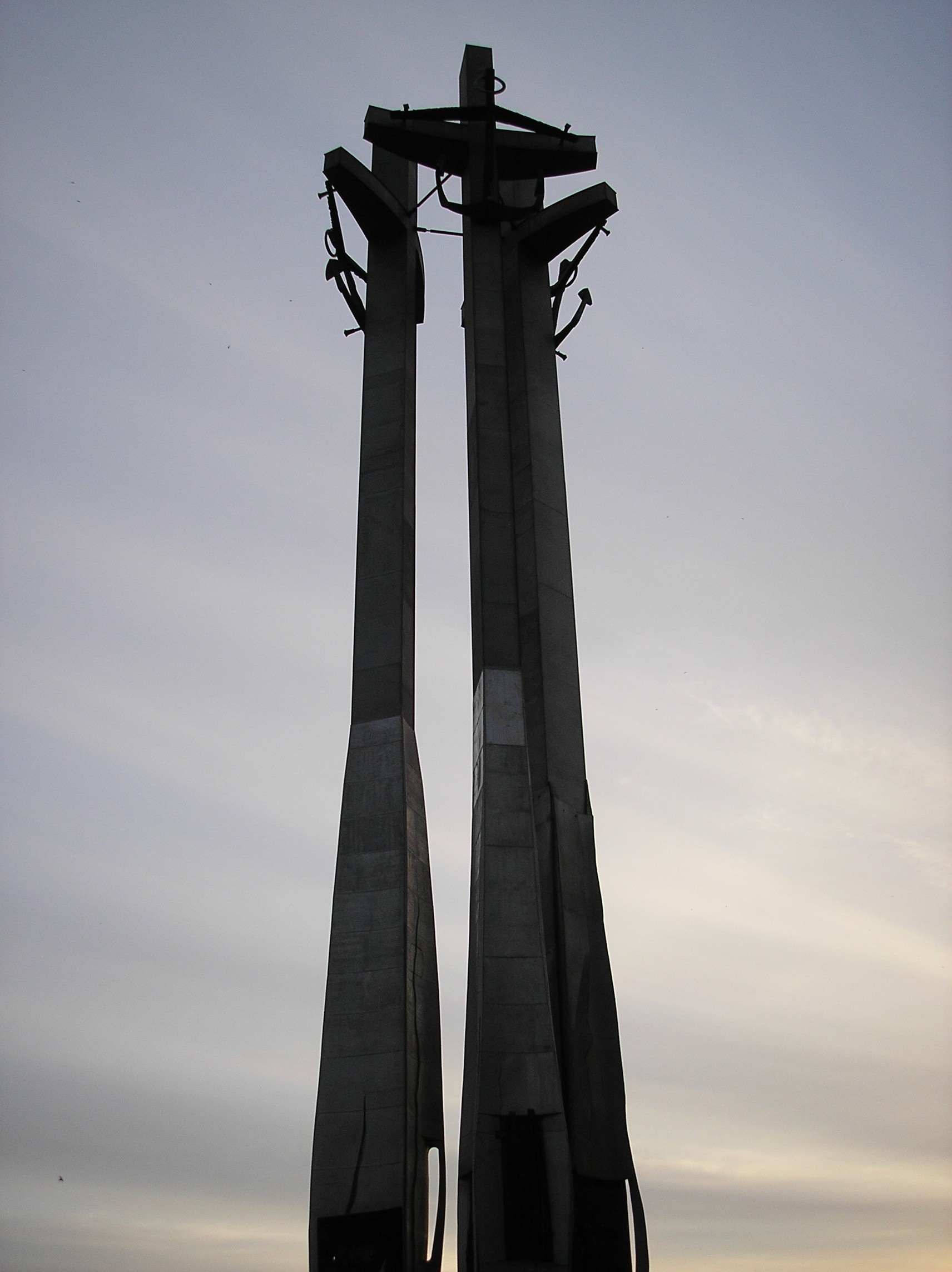
Gdańsk- Monumento a los caídos en las protestas de Diciembre de 1970.

Convocado su primer congreso, con tolerancia gubernamental, en él la agenda sindical sería dominada por el sector pro-católico. Se paralizaron todas las cuencas mineras y se encerraron sus principales dirigentes en las minas de carbón, con miras a llamar la atención sobre el congreso. Antes del fin de 1981 Solidaridad tenía nueve millones de miembros.

## Huelgas de 1980
El 2 de julio de 1980 el gobierno polaco anunció aumentos masivos de los precios de los productos alimentarios, lo cual provocó un estallido de huelgas. La de los ferroviarios de Lublin, estratégico nudo ferroviario en la ruta a la Unión Soviética, preocupaba especialmente a Brézhnev que hizo llamar a Gierek interrumpiendo sus vacaciones en Crimea exigiéndole soluciones. El Ministro de Defensa Wojciech Jaruzelski no consideraba conveniente el empleo del ejército y aconsejó dejar pasar el tiempo.

## La ley marcial y fin del socialismo
El 13 de diciembre de 1981, el presidente del gobierno, el Mariscal Wojciech Jaruzelski declaró la ley marcial y encarceló a la mayoría de los dirigentes de Solidaridad, que fue prohibido de nuevo el 8 de octubre de 1982.
Levantada formalmente en julio de 1983. Solidaridad persistió solamente como organización clandestina y en 1984 fue creada la oficialista Alianza Panpolaca de Sindicatos. A finales de los años 80, Solidaridad era suficientemente fuerte para frustrar las tentativas reformistas de Jaruzelski: las huelgas a nivel nacional en 1988 forzaron al Gobierno a negociar con Solidaridad, que dejó de presentarse como sindicato para hacer públicas sus pretensiones como partido político, creando el Comité Ciudadano Solidaridad, especialmente de elecciones libres en 1989. En un exceso de confianza, estimulado por Mijaíl Gorbachov, que pretendía experimentar con las posibilidades, el gobierno cedió, perdiendo las elecciones.
Lech Wałęsa estuvo un mandato en el gobierno. Aún existe Solidaridad, que cuenta en la actualidad con 680.000 afiliados.

## Relaciones con la Iglesia Católica

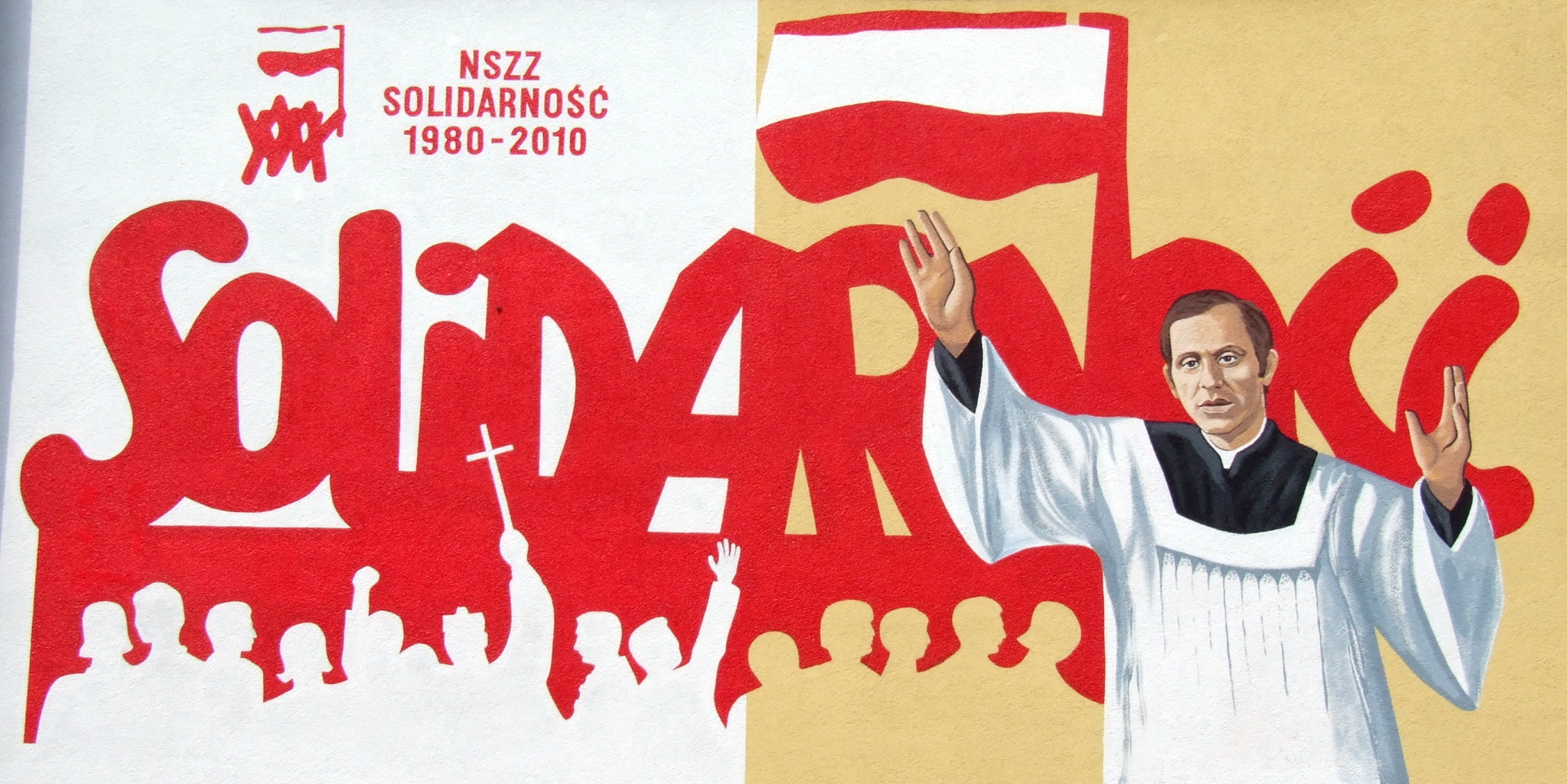
30 aniversario mural que representa al sacerdote asesinado Jerzy Popiełuszko que apoyó públicamente a Solidaridad durante la década de 1980.

En 2017, Solidaridad respaldó una propuesta para aplicar leyes dominicales para prohibir las compras en domingo, una medida apoyada por los obispos polacos. En 2018 ha entrado en vigor una nueva ley polaca que prohíbe casi todo el comercio los domingos, con lo que los grandes supermercados y la mayoría de los demás minoristas han cerrado por primera vez desde que se introdujeron leyes liberales sobre las compras en la década de 1990. El partido Ley y Justicia aprobó la legislación con el apoyo del primer ministro Mateusz Morawiecki.
Lech Wałęsa ha dicho que el Papa Juan Pablo II, y más concretamente, su visita a Polonia en 1979, fue un factor importante en la creación de Solidaridad. Como Juan Pablo II era natural de Polonia, era una figura con la que los ciudadanos polacos podían identificarse personalmente, pero estaba fuera del alcance del régimen comunista. Por sus acciones con respecto a Polonia y Solidaridad durante su pontificado, ha sido nombrado por muchos líderes mundiales, incluido el propio Wałęsa, como una de las principales causas de la caída no sólo del régimen polaco, sino del comunismo en su conjunto en Europa.

## Apoyo de Estados Unidos y el bloque europeo

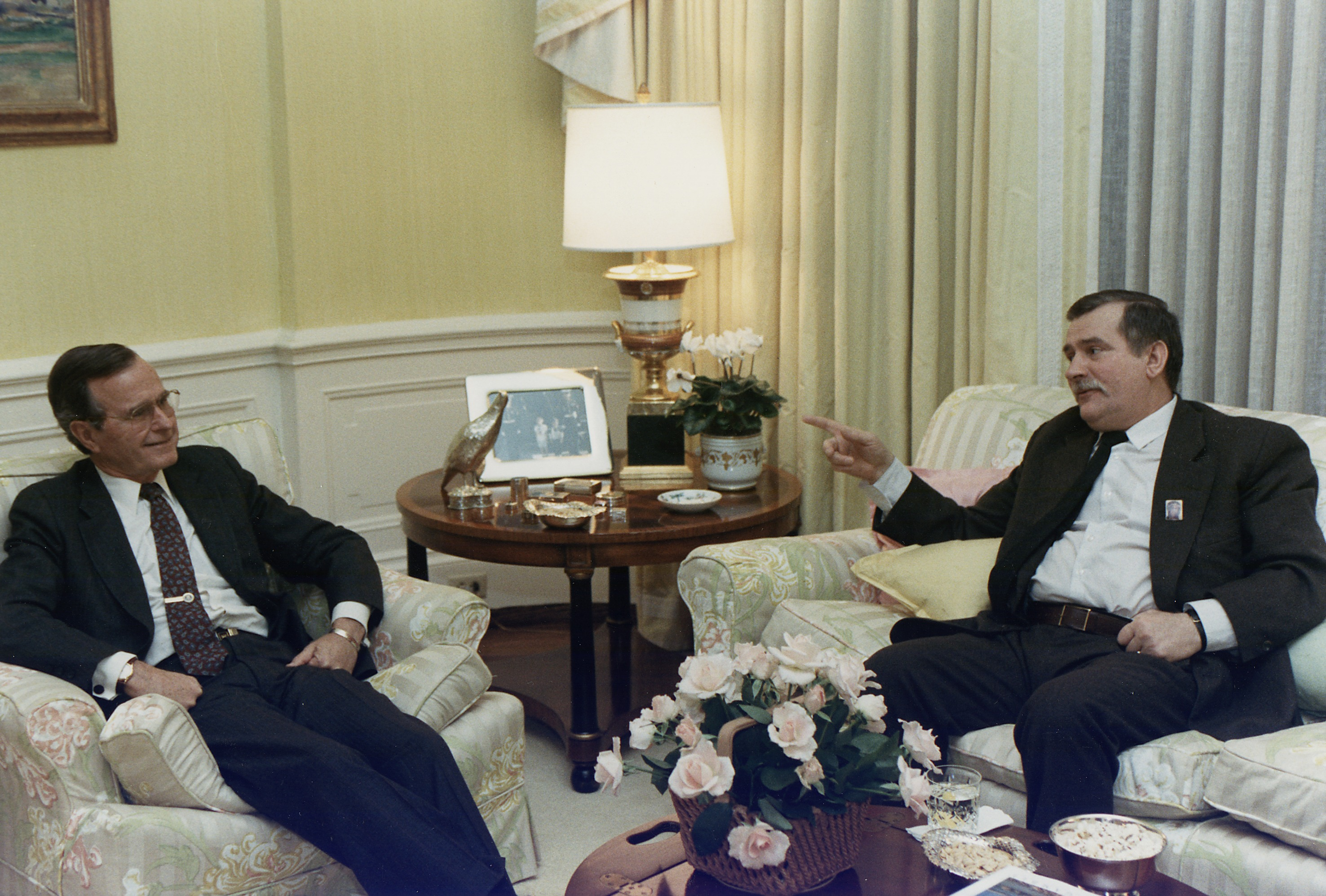
Encuentro entre Wałęsa y el presidente estadounidense George H. W. Bush, 1989.

En el año previo a la ley marcial, las políticas de la Administración Reagan apoyaron al movimiento Solidaridad, llevando a cabo una campaña de relaciones públicas para disuadir de lo que la Administración Carter había visto como "un movimiento inminente de grandes fuerzas militares soviéticas hacia Polonia"  Michael Reisman, de la Facultad de Derecho de Yale, mencionó las operaciones en Polonia como una de las acciones encubiertas de cambio de régimen de la CIA durante la Guerra Fría. El coronel Ryszard Kukliński, un alto oficial del Estado Mayor polaco, enviaba informes en secreto al oficial de la CIA David Forden. La Agencia Central de Inteligencia (CIA) transfirió alrededor de 2 millones de dólares anuales en efectivo a Solidaridad, por un total de 10 millones de dólares en cinco años. No existían vínculos directos entre la CIA y Solidarność, y todo el dinero se canalizaba a través de terceros. Los agentes de la CIA tenían prohibido reunirse con los líderes de Solidarność, y los contactos de la CIA con los activistas de Solidarność eran más débiles que los de la AFL-CIO, que recaudó 300.000 dólares de sus miembros, que se utilizaron para proporcionar material y dinero en efectivo directamente a Solidarność, sin control del uso que Solidarność hacía de ellos. El Congreso de Estados Unidos autorizó a la National Endowment for Democracy a promover la democracia, y la NED asignó 10 millones de dólares a Solidaridad.
El gobierno polaco promulgó la ley marcial en Polonia en diciembre de 1981, pero Solidaridad no fue alertada. Las posibles explicaciones varían; algunos creen que a la CIA le pilló desprevenida, mientras que otros sugieren que los responsables políticos estadounidenses consideraban preferible una represión interna a una "inevitable intervención soviética". El apoyo de la CIA a Solidaridad incluyó dinero, equipamiento y entrenamiento, que fue coordinado por Operaciones Especiales. Henry Hyde, miembro del comité de inteligencia de la Cámara de Representantes de Estados Unidos, declaró que Estados Unidos proporcionó "suministros y asistencia técnica en términos de periódicos clandestinos, radiodifusión, propaganda, dinero, ayuda organizativa y asesoramiento".